# Дровянка (село)
Дровя́нка (до 1945 года Бешу́й; укр. Дров'янка, крымскотат. Beşüy, Бешуй) — исчезнувшее село в Симферопольском районе Крыма, находившееся в горах на юго-востоке района, в верховье реки Альмы. Бешуй располагалось в обширной котловине, образованной стыком долин Альмы, правого притока Елги и левого Курюч-Су.

## Название
Историческое название села — Бешуй — означает в переводе с крымскотатарского языка «пять домов» (крымскотат. beş — пять, üy — дом). Встречающийся в некоторых исторических документах вариант Бешев переводится точно так же (üy — «дом» на степном и части говоров среднего диалекта крымскотатарского языка, ev — «дом» на южнобережном диалекте и распространённых в горном Крыму говорах среднего диалекта).

## История

### В Крымском ханстве
Впервые в известных источниках название Бешев встречается в налоговых ведомостях 1634 года, как селение, куда переселялись христиане из Судакского и Мангупского кадылыков Кефинского эялета) Османской империи, подданные турецкого султана. Всего ведомость фиксирует 14 дворов иноверцев, все недавно переселившиеся, в том числе из Корбеклы 3 семьи, из Фоти — 5, из Йени Сала — 2, из Ламбат бала, Сурен, Черкес Кермен и Гурзуфа — по 1 семье и в Джизйе дефтера Лива-и Кефе (Османских налоговых ведомостях) 1652 года, в которых в Бешаве, на земле хана, записаны трое подданных османского султана: Триандафил Тохте, Тохте Димитри и Йагмур Косте из Алушты. Сохранился документ, подписанный ханом Мурадом Гераем в Бешуе в 1682 году (верховья Альмы были коронными владениями крымских ханов). Селение было преимущественно христианским, населённым крымскими тюркоязычными греками — урумами, о чём косвенно свидетельствуют «Заметки из архива Готфийской епархии в Крыму», где под 1773 годом есть запись о поездке представителя митрополита в деревню. По сообщению Петра Палласа в труде "Наблюдения, сделанные во время путешествия по южным наместничествам Русского государства в 1793—1794 годах, «повелительным актом» Шагин-Гирея 1775 года, Беш-Эво был включён в состав Мангупскаго кадылык Бакчи-сарайского каймаканства. По «Ведомости о выведенных из Крыма в Приазовье христианах» А. В. Суворова от 18 сентября 1778 года записано, что из деревни Бишуи выселено 686 греков (по ведомости митрополита Игнатия из Бешева выехало 120 семей) — для второй половины XVIII века такая численность соответствует весьма большому селу. По ведомости генерал-поручика О. А. Игельстрома от 14 декабря 1783 года в селе пустовало 13 домов переселенцев, из которых «8 разорены, а 5 целых»; по другому регистру ведомости пустовал 121 двор, из которых «33 разорены, прочия же состоят целы и проданы татарам»; также учтена 1 разрушенная церковь. В ведомости «при бывшем Шагин Герее хане сочиненная на татарском языке о вышедших християн из разных деревень и об оставшихся их имениях в точном ведении его Шагин Герея» и переведённой 1785 году, содержится список 145 жителей-домовладельцев деревни Бешев, с подробным перечнем имущества и земельных владений. У многих жителей числилось по 2 дома, четверо хозяев имели по 3 дома, также у многих имелись кладовые, амбары реже, у Чолпан Ослан значится лавка. Из земельных владений, в основном, перечисленны пашни, садов не значится. Судя по собственным названиям многих угодий они располагались в отдалении от деревни. Согласно Камеральному Описанию Крыма 1784 года, в последний период Крымского ханства деревня относилась к Муфтия Апралык кадылыку Бакче-сарайского каймаканства.

### В Российской империи
После присоединения Крыма к России (8) 19 апреля 1783 года, (8) 19 февраля 1784 года, именным указом Екатерины II сенату, на территории бывшего Крымского Ханства была образована Таврическая область и деревня была приписана к Симферопольскому уезду. В 1787 году деревню (вместе с Юхары-Саблы и Ашага-Саблы) с «58 дворами и 310 душами обоего пола и 3500 десятинами земли» в трёх вместе, были пожалованы Новороссийским генерал-губернатором Потемкиным адмиралу Мордвинову. Перед Русско-турецкой войной 1787—1791 годов производилось выселение крымских татар из прибрежных селений во внутренние районы полуострова, в ходе которого в Бешев было переселено 327 человек. В конце войны, 14 августа 1791 года всем было разрешено вернуться на место прежнего жительства. После Павловских реформ, с 1796 по 1802 год, входила в Акмечетский уезд Новороссийской губернии. По новому административному делению, после создания 8 (20) октября 1802 года Таврической губернии, Бешуй был включён в состав Алуштинскои волости Симферопольского уезда.

По Ведомости о всех селениях в Симферопольском уезде состоящих с показанием в которой волости сколько числом дворов и душ… от 9 октября 1805 года, в ней числилось 798 жителей, исключительно крымских татар, а земля, как и вся округа, принадлежала тайному советнику Попову, наследники которого владели ею до 1920 года. На военно-топографической карте генерал-майора Мухина 1817 года Бешев обозначен со 100 дворами. После проведённой в 1829 году реформы административно-территориального деления Бешуй передали в состав вновь образованной Яшлавской волости того же уезда. Шарль Монтандон в своём «Путеводителе путешественника по Крыму, украшенный картами, планами, видами и виньетами…» 1833 года писал, что в Бешуй по дороге через Саблы вдоль Альмы можно добраться на любом виде экипажа. Также путешественник, в другом месте книги, описывал селение 
Эта деревня, одна из самых больших в Крыму, построена на обеих берегах реки. Жители ведут довольно обширную торговлю лесом; многие весьма зажиточны. Через Бешуй, где
нет ничего такого, что могло бы задержать иностранца, обыкновенно проезжают, не останавливаясь.
 На карте 1836 года в деревне 249 дворов, как и на карте 1842 года, а, согласно Военно-статистическому обозрению Российской Империи 1849 года Бешуй относился к крупнейшим деревням Симферопольского уезда с населением 690 человек.
В 1860-х годах, после земской реформы Александра II, деревню приписали к Мангушской волости. В «Списке населённых мест Таврической губернии по сведениям 1864 года», составленном по результатам VIII ревизии 1864 года, Бешуй — общинная татарская деревня, с 71 двором, 640 жителями и 5 мечетями при реке Алме. По обследованиям профессора А. Н. Козловского начала 1860-х годов, селение обеспечивалось водой из реки, имелись колодцы с пресной водой глубиной 2—4 сажени, и многочисленные родники. На трёхверстовой карте 1865—1876 года в деревне Бешев обозначено 100 дворов. На 1886 год в деревне Бешуй, согласно справочнику «Волости и важнѣйшія селенія Европейской Россіи», проживало 762 человека в 108 домохозяйствах, 5 мечетей, пекарня и бузня. В «Памятной книге Таврической губернии 1889 года» по результатам Х ревизии 1887 года в, Бешуе записано 175 дворов и 794 жителя.
После земской реформы 1890-х годов Бешуй был включён в состав Тав-Бодракской волости. На верстовой карте 1891—92 года в Бешуе обозначено 140 дворов с татарским населением и большой «господский двор» за западной окраиной. Согласно «…Памятной книжке Таврической губернии на 1892 год», в деревне Бешуй было 894 жителя в 129 домохозяйствах и 2733 десятины общинной земли. По Всероссийской переписи 1897 года в деревне числилось 945 жителей, из них 911 крымских татар, на 1902 го в деревне проживало 948 человек. По Статистическому справочнику Таврической губернии. Ч.II-я. Статистический очерк, выпуск шестой Симферопольский уезд, 1915 год, в селе Бешуй Тав-Бодракской волости Симферопольского уезда числилось 157 дворов с татарским населением в количестве 825 человек приписных жителей и 141 — «посторонних». Во владении было 1465 десятин удобной земли и 43 десятины неудобий, с землёй были 135 дворов и 22 безземельных. В хозяйствах имелось 150 лошадей, 60 волов и 100 коров,.

### Советский период
После установления в Крыму Советской власти, по постановлению Крымревкома от 8 января 1921 года была упразднена волостная система и село включили в состав вновь созданного Подгородне-Петровского района Симферопольского уезда, а в 1922 году уезды получили название округов. 11 октября 1923 года, согласно постановлению ВЦИК, в административное деление Крымской АССР были внесены изменения, в результате которых был ликвидирован Подгородне-Петровский район и образован Симферопольский и село включили в его состав. Согласно Списку населённых пунктов Крымской АССР по Всесоюзной переписи 17 декабря 1926 года, в селе Бешуй, центре Бешуйского сельсовета Симферопольского района, числилось 203 двора, из них 200 крестьянских, население составляло 881 человек, из них 823 татарина, 3 русских, 2 украинца, 3 записаны в графе «прочие», действовала татарская школа. По данным всесоюзная перепись населения 1939 года в селе проживал 721 человек.

После оккупации Крыма нацистами осенью 1941 года Бешуй стал ареной ожесточённых столкновений оккупантов и с партизанами. Большинство населения села симпатизировало партизанам, для борьбы с которыми в Бешуе был дислоцирован вооружённый немцами «отряд самообороны» численностью в 60 человек. Весной 1942 года советские самолёты бомбили село с целью помочь партизанам. С 4 по 7 декабря 1943 года, в ходе операций «7-го отдела главнокомандования» 17 армии вермахта против партизанских формирований, была проведена операция по заготовке продуктов с массированным применением военной силы, в результате которой село Бешуй было уничтожено и все жители вывезены в Дулаг 241, немцами было расстреляно 40 жителей.

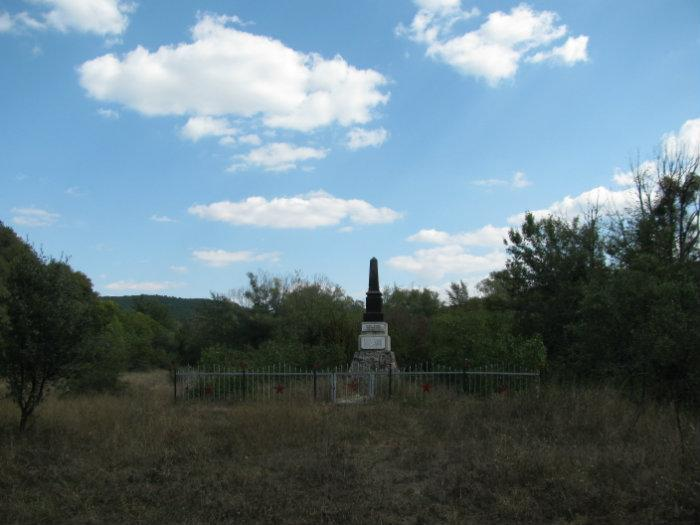
Братская могила партизан, 1962  Объект культурного наследия народов РФ регионального значения. Рег. № 911710873070005 (ЕГРОКН)
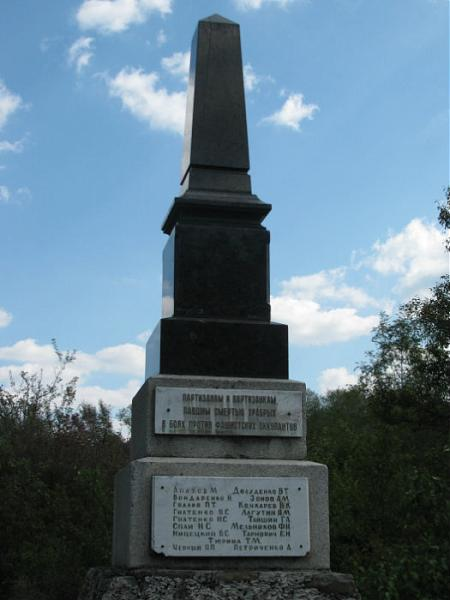
Мемориальные таблички и именами погибших
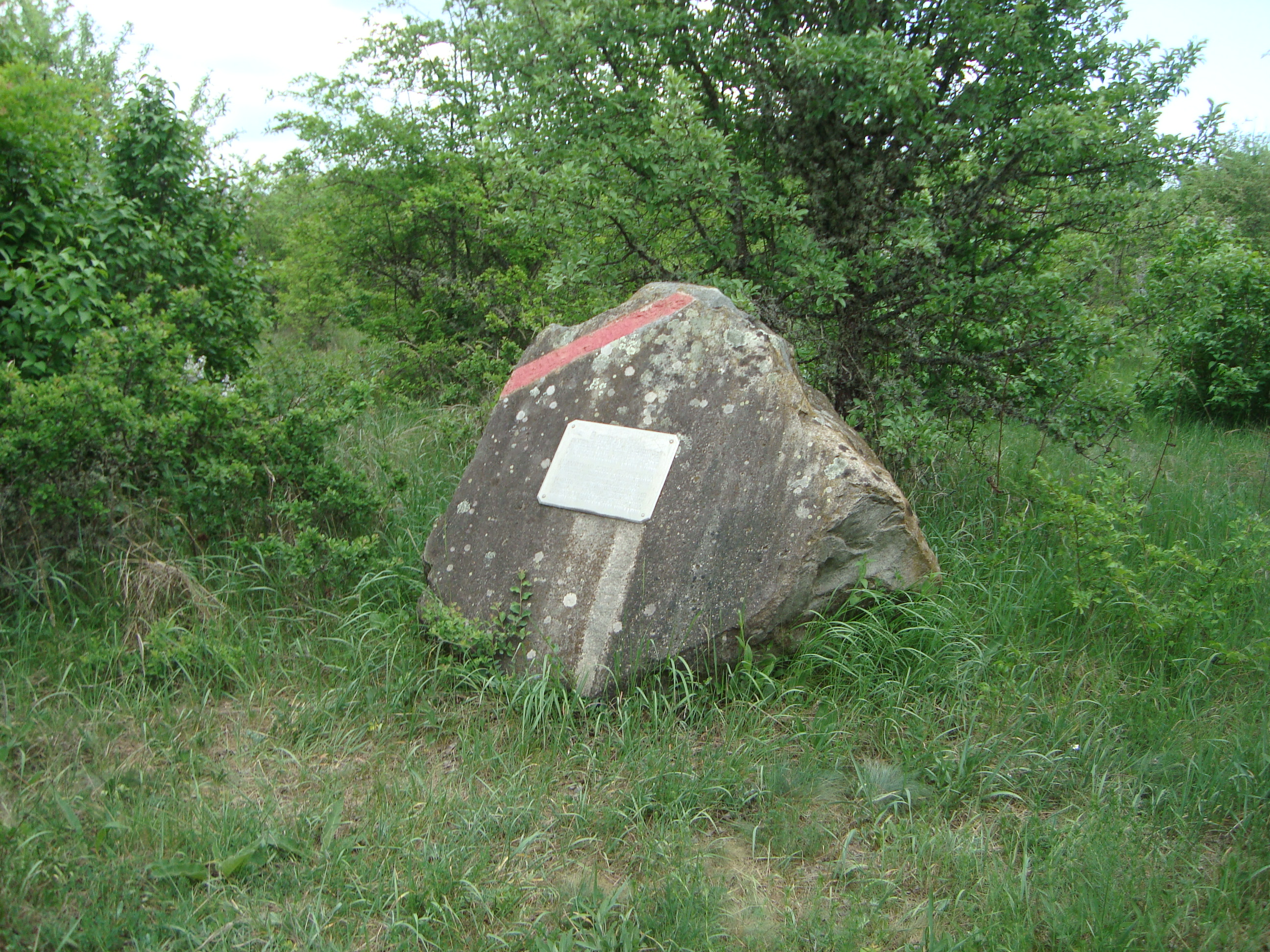
Памятный знак на месте Бешуйского боя, установлен 13 апреля 1984

7-11 февраля 1944 года в районе поселка Бешуй прошла крупная оборонительная операция 4-й бригады Южного соединения партизан Крыма под командованием X. К. Чусси против немецко-румынский оккупантов и колаборационистов в долине реки Альма. Маневрируя силами и используя горный рельеф партизанам удалось не допустить окружения бригады противником, а в ходе дальнейших действий нанести ему потери, приведшие к его отходу на исходные рубежи. Были захвачены пленные и крупные трофеи.
18 мая 1944 года, после того как в апреле Крым был освобождён от немецких оккупантов, население Бешуя, бывшее на тот момент почти чисто крымскотатарским, было депортировано в Среднюю Азию. 12 августа 1944 года было принято постановление № ГОКО-6372с «О переселении колхозников в районы Крыма» и в сентябре 1944 года в район приехали первые новосёлы (214 семей) из Винницкой области, а в начале 1950-х годов последовала вторая волна переселенцев из различных областей Украины. Указом Президиума Верховного Совета РСФСР от 21 августа 1945 года Бешуй был переименован в Дровянку а Бешуйский сельсовет — в Дровянский. Решением Симферопольского исполкома, в 1948 году Дровянский сельсовет был упразднён, а село включили в состав Партизанского. Решения Крымского областного Совета депутатов трудящихся от 6 августа 1965 года № 675 уже посёлок Дровянка был исключен из учётных данных как фактически переставший существовать.

## Динамика численности населения
| - 1805 год — 798 чел. - 1849 год — 690 чел. - 1864 год — 640 чел. - 1886 год — 762 чел. - 1889 год — 794 чел. - 1892 год — 894 чел. | - 1897 год — 945 чел. - 1900 год — 948 чел. - 1915 год — 825/141 чел. - 1926 год — 881 чел. - 1939 год — 721 чел. |